# Bérengère de León
Bérengère de León, en espagnol Berenguela de León (parfois Berenguela de Castilla ou Berenguela de Castilla y León), née vers 1204 et morte le 12 avril 1237 à Constantinople, est une fille d'Alphonse IX de León et de sa seconde épouse Bérengère de Castille. Elle est la troisième épouse du roi de Jérusalem puis empereur latin de Constantinople Jean de Brienne.

## Biographie
Son mariage avec Jean de Brienne est célébré en 1224 à Tolède, à l'instigation de sa mère Bérengère de Castille, qui détourne le roi de Jérusalem de son projet matrimonial avec une des filles du premier lit d'Alphonse IX (avec Thérèse du Portugal), pour préserver les droits de son fils Ferdinand (futur Ferdinand III) au trône du royaume de León.
Jean de Brienne est alors veuf de Marie de Montserrat (1191 - † 1212) et de Rita d'Arménie (ap. 1195 - † 1220), et c'est lors d'un pèlerinage à Saint-Jacques-de-Compostelle qu'il épouse en troisièmes noces Bérengère. C'est un moyen de resserrer les liens des royaumes latins d'orient avec les royaumes hispaniques, et une union de prestige, Bérengère étant la nièce de la reine de France Blanche de Castille.
Elle accompagne son époux en Aragon, puis à Paris, où elle participe, le 3 août 1224, avec Ingeburge de Danemark et Blanche de Castille sa tante, à une procession depuis Notre-Dame jusqu'à l'abbaye de Saint-Antoine pour demander au ciel le succès de Louis VIII sur les Anglais au siège de La Rochelle.
Par son mariage, elle est reine consort de Jérusalem jusqu'à la déposition de Jean de Brienne par l'empereur Frédéric II de Hohenstaufen en 1225, puis impératrice de Constantinople où elle est couronnée avec son époux en 1231.
L'obituaire de l'abbaye de Maubuisson donne son décès à la date du 12 avril ("II id. apr. Ob. Berengaria, imperatrix Constantinopolitana"). Elle serait morte quelque trois semaines seulement après le décès de son époux à l'âge d'environ 33 ans.

## Descendance
De son mariage avec Jean de Brienne sont issus :
- Alphonse d'Acre (ca 1225 - 1270), comte d'Eu ;
- Louis d'Acre (ca 1225 - ca 1297-1301), marié à Agnès de Beaumont, vicomte de Beaumont-au-Maine, Fresnay et Sainte-Suzanne ;
- Jean de Brienne dit Jean d'Acre (m. en 1296), bouteiller de France, qui épouse Jeanne de Châteaudun puis, en 1251/1252, Marie de Coucy, veuve du roi Alexandre II d'Écosse dit le Pacifique. Il est inhumé à l'abbaye de Maubuisson ;
- Marie de Brienne (1225-1275), mariée en 1234 à Baudouin II de Courtenay (1218-1273), empereur latin de Constantinople et margrave de Namur.